# Hipster PDA

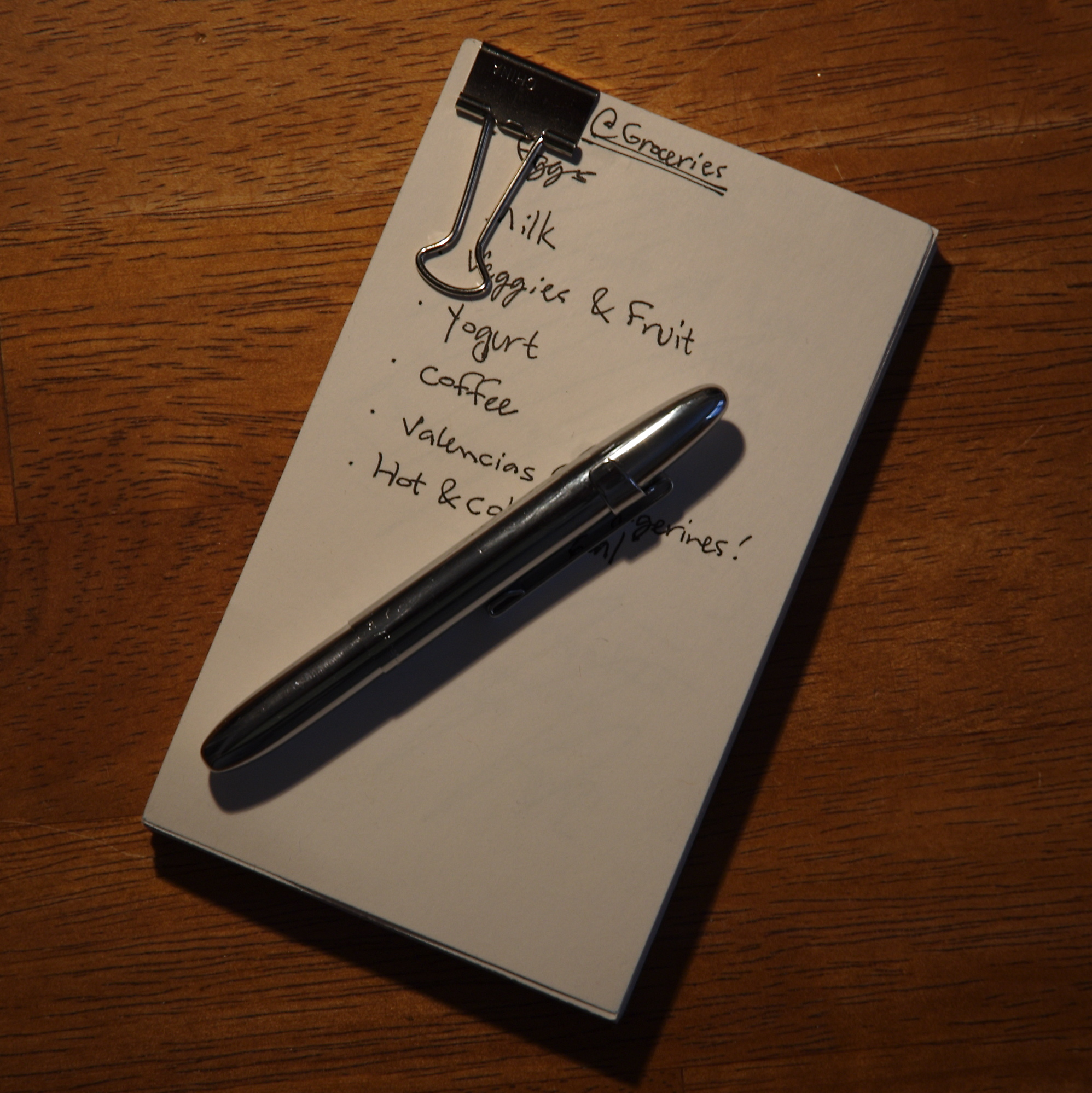
Hipster PDA

Hipster PDA – papierowy organizer, spopularyzowany przez Merlina Manna. 
Pierwotnie został stworzony jako żartobliwa reakcja na coraz droższe i bardziej skomplikowane palmtopy. Hipster PDA składa się z pliku małych kartek (zwykle formatu A7), spiętych za pomocą możliwie jak najmniejszego klipsu do papieru.